# 库卡隆
库卡隆，是西班牙阿拉贡自治区特鲁埃尔省的一个市镇。总面积32平方公里，总人口80人（2001年），人口密度3人/平方公里。